# Ratchet & Clank: Nexus
Ratchet & Clank: Nexus (känt som Ratchet & Clank: Into the Nexus i Nordamerika) är ett plattformsspel utvecklat av Insomniac Games, släppt i Nordamerika den 12 november 2013 och i Europa den 22 november 2013 för PlayStation 3. Det är den fjärde och sista spelet i Ratchet & Clank Future-serien. Serien är känt för införandet av exotiska och unika platser samt unika prylar, ett koncept som även hittas i den traditionella Ratchet & Clank serien.